# Wirydiana
Wirydiana, Wirydianna lub Weridiana – żeńskie imię pochodzenia łacińskiego, pochodzące od przymiotnika viridis – "zielony, młodzieńczy, świeży". Patronka tego imienia, św. Wirydiana, dziewica, zyskała jeszcze za swojego życia wielką sławę i była nawet odwiedzana przez św. Franciszka z Asyżu.
Wirydiana imieniny obchodzi 1 lutego i 16 lutego.